# MK-Deutschland
MK-Deutschland (auch MK Germanija) ist die in Deutschland erscheinende Wochenzeitungs-Ausgabe der russischen Tageszeitung Moskowski Komsomolez. Bei ihrer Gründung 2001 war sie mit einer Auflage von 25.000 Exemplaren eine der größten deutsch-russischen Zeitungen. Dabei bestand der Mantelteil aus Berichten der russischen Mutterzeitung, während die Heftmitte einen in Berlin produzierten Deutschlandteil aufwies.
Bis 2008 war die Deutschland-Redaktion nach Frankfurt am Main umgezogen. Etwa die Hälfte der Artikel kommen mittlerweile aus Deutschland, während die andere Hälfte aus Artikeln der russischen Moskowski Komsomolez besteht. Die Zeitung erscheint in russischer Sprache und hat eine Auflage von ca. 35.000 Exemplaren. Sie wird im Abonnement und im Einzelverkauf vertrieben. Gedruckt wird die Zeitung in Mörfelden-Walldorf.